# Château de la Fautraise
Le Château de la Fautraise est un édifice situé dans la commune de Bierné-les-Villages, à Argenton-Notre-Dame en Mayenne.
Signalé sur la carte de Cassini (château de la Fautraize), c'est un fief mouvant de Romfort.
Il fut reconstruit, vers 1750, par René-Louis-François Chailland, curé d'Argenton de 1731 à 1768, seigneur de la Fautraise, qui y habitait et avait un vicaire au bourg.
La chapelle qu'il y avait jointe, et dont on demande la conservation en l'an XII, existait encore en 1824. Elle a été remplacée depuis par une chapelle de style ogival.
En 1863, M. Émile de Beaumont acheta le château et le fit restaurer. La demeure est un édifice moderne ; son pavillon central présente un toit en pyramide couronné d'une lanterne.
D'après l'historien Émile Queruau-Lamerie (1841-1929), repris par l'Abbé Angot, ce fut dans ce logis que Marin-Pierre Gaullier, colonel royaliste, déposa les armes de sa division forte de 2 400 hommes. Il les remit aux mains du général Henri-Pierre Delaage qui vint, de Château-Gontier, traiter avec lui en 1796. Toutefois, d'après les Mémoires de Bernard de la Frégeolière, ce désarmement eut lieu au château de Beaumont à Saint-Laurent-des-Mortiers, situé à 4 km environ du château de la Fautraise ; « sur une cheminée de la grande salle de l'ancien château (de Beaumont), note l'Abbé Angot, on voit encore des fleurs de lis sculptées » . En 1796, ce logis appartenait à Henri-Gabriel-Germain de Villoutreys de Brignac et sa femme Marie-Henriette-Thérèse de la Forêt d'Armaillé. 
On peut noter par ailleurs que ce n'est qu'en 1863 que le château de la Fautraise fut acquis par M. de Beaumont, dont le nom est peut-être à l'origine de la confusion.

## Seigneurs et dames de la Fautraise
- Anne du Puy-du-Fou, 1510
- Étienne Renard, 1552, 1568. Il fonda en 1559 la chapelle Saint-Étienne de la Fautraise dans l'église d'Argenton.
- René Chailland, fils de Louis Chailland, sieur de Crémeaux, et de Marie Bernard. Il épousa à Château-Gontier, en 1705, Claude Maumousseau, et vivait en 1722.
- René-Louis-François Chailland, curé d'Argenton de 1731 à 1768, 1731, 1780.

De ses héritiers, parmi lesquels figurent les Scépeaux , les Leshesnault de Bouillé, la terre est passée au baron Le Large, puis, par acquisition en 1863, à Émile de Beaumont qui fit restaurer le château.

## Sources et bibliographie
- « Château de la Fautraise », dans Alphonse-Victor Angot et Ferdinand Gaugain, Dictionnaire historique, topographique et biographique de la Mayenne, Laval, A. Goupil, 1900-1910 [détail des éditions] (BNF 34106789, présentation en ligne)
- Coquereau et Gaullier dit Grand-Pierre dans la région de Daon et de Bouère, chapitre V de Chouans et patauds en Mayenne 1792-1800, de Gabriel du Pontavice, Association du souvenir de la chouannerie mayennaise, imp. de la manutention, Éditions régionales de l'Ouest, Mayenne, 1987, p. 68 à 74.